# Cherveux
Cherveux település Franciaországban, Deux-Sèvres megyében. Lakosainak száma 1867 fő (2022. január 1.). Cherveux Augé, Azay-le-Brûlé, La Crèche, Champdeniers-Saint-Denis, La Chapelle-Bâton, Échiré, François, Germond-Rouvre, Saint-Christophe-sur-Roc és Saint-Gelais községekkel határos.

## Népesség
A település népességének változása:
| Lakosok száma | 1732 | 1841 | 1939 | 1905 | 1934 | 1960 | 1929 | 1898 | 1867 |
|               | 2013 | 2015 | 2016 | 2017 | 2018 | 2019 | 2020 | 2021 | 2022 |